# Tetanops magdalenae
Tetanops magdalenae är en tvåvingeart som beskrevs av Cresson 1924. Tetanops magdalenae ingår i släktet Tetanops och familjen fläckflugor.
Artens utbredningsområde är Arizona. Inga underarter finns listade i Catalogue of Life.